# Bistum Avranches

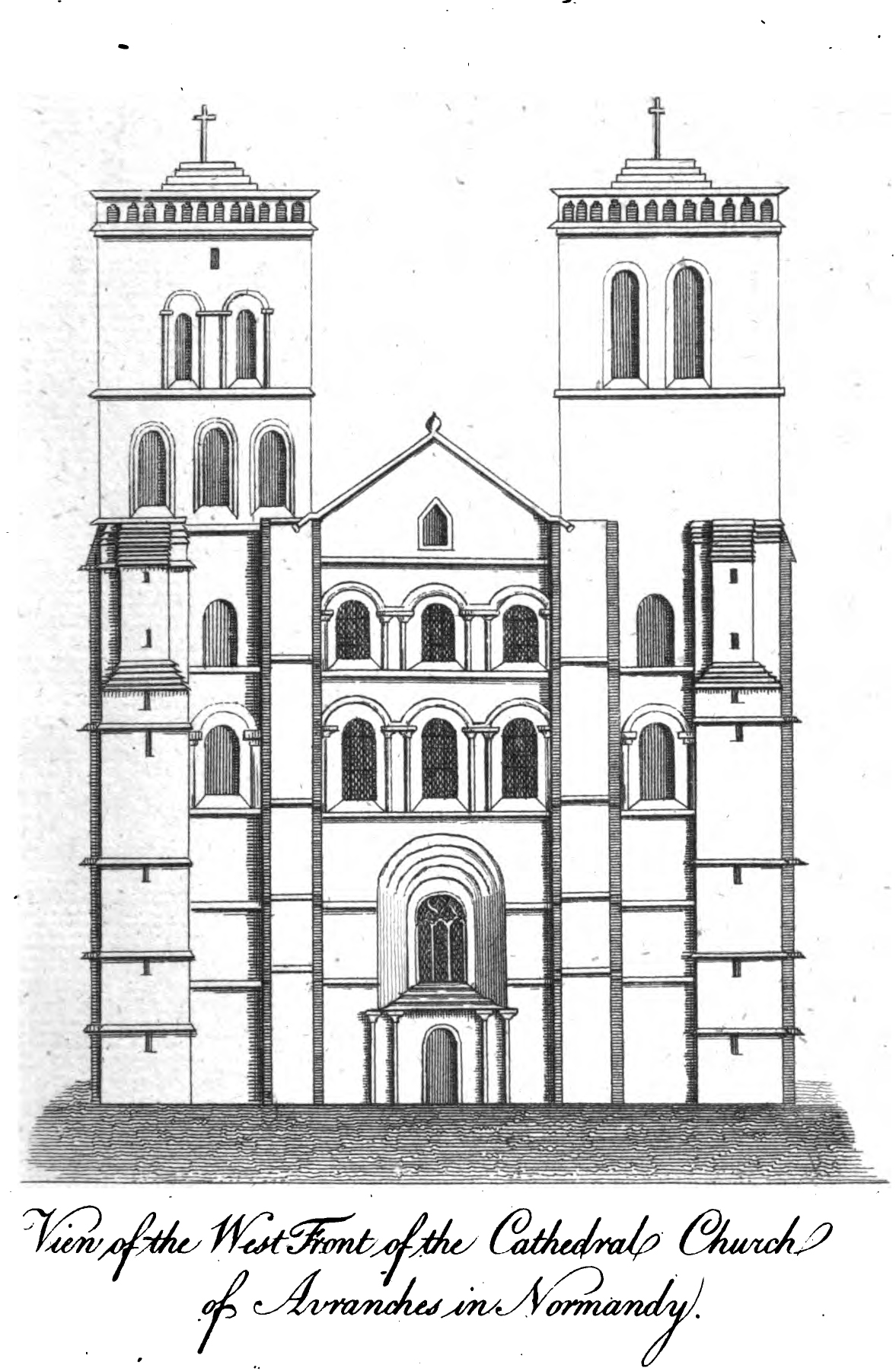
Die nicht mehr bestehende Kathedrale St. Andreas in Avranches

Das Bistum Avranches (lateinisch Dioecesis Abrincensis) war eine in Frankreich gelegene römisch-katholische Diözese mit Sitz in Avranches.

## Geschichte
Das Bistum Avranches wurde im 6. Jahrhundert errichtet. Erster Bischof war Nepus. Das Bistum Avranches war dem Erzbistum Rouen als Suffraganbistum unterstellt. Im Jahre 1764 umfasste das Bistum Avranches 170 Pfarreien.
Am 29. November 1801 wurde das Bistum Avranches infolge des Konkordates von 1801 durch Papst Pius VII. mit der Päpstlichen Bulle Qui Christi Domini aufgelöst und das Territorium wurde dem Bistum Coutances angegliedert.